# Parascha
Die Parascha (hebräisch פרשה ‚Einteilung, Absonderung‘, Plural פרשות Paraschot oder פרשיות Paraschiot) ist ein Leseabschnitt nach babylonischer Ordnung im masoretischen Text der Tora. Nach der Ordnung im Land Israel (zur Entstehungszeit des Talmuds) war die Tora ebenfalls in Abschnitte aufgeteilt, genannt Sidra (reichsaramäisch סדרא ‚Ordnung‘, dazu der hebräische Plural סדרות Sidrot).

## Schabbat
Am Schabbat wird die Tora als fortlaufender Text vorgelesen. Entsprechend den Wochen des jüdischen Jahres (siehe Jüdischer Kalender) wurde der masoretische Text im 3. Jh. n. Chr. in 54 Abschnitte eingeteilt. Daher wird eine Parascha im Deutschen auch Wochenabschnitt genannt. Nach den Namen der Paraschiot werden im Judentum auch die Schabbatot selbst bezeichnet.
Im Anschluss an die Parascha wird jeweils die Haftara vorgelesen, ein Text aus den biblischen Prophetenbüchern.
Der Zyklus der Tora-Lesungen endet und beginnt am Feiertag Simchat Tora, der gleichzeitig der letzte Tag des jüdischen Wallfahrtsfestes Sukkot ist. Falls das Jahr auf Grund von Feiertagen oder Schaltregelungen weniger Schabbatot hat, als für 54 Lesungen nötig wären, werden auch zwei aufeinander folgende Lesungen zusammen vorgetragen.

## Geschichte
In talmudischer Zeit wurden am Schabbat in den Synagogen relativ kurze Stücke als Wochenabschnitte gelesen. Im Land Israel brauchten die Gemeinden für die Vorlesung der ganzen Tora drei bis dreieinhalb Jahre.
Im Babylonischen Exil hingegen setzte sich die einjährige Vorlesung der ganzen Tora durch; die Wochenabschnitte sind entsprechend wesentlich länger. Diese Wochenabschnitte heißen Parascha. 
Benjamin von Tudela, ein jüdischer Reisender aus dem 12. Jahrhundert, beobachtete in Alexandria mit seinem sehr vielfältigen jüdischen Leben sowohl Synagogen mit den palästinensischen Sidrot (also der dreijährigen) wie den Paraschiot in der babylonischen (also der einjährigen) Tradition. 
Die palästinische Tradition hat sich mit Änderungen in vielen liberalen und einigen konservativen Gemeinden durchgesetzt. Dabei sind heute die palästinischen Sedarim den babylonischen Paraschiot zugeordnet. Babylonische und palästinische Ordnung sind harmonisiert; die ganze Tora wird im Verlauf von drei Lesejahren einmal gelesen, und zwar, indem aus der aktuellen babylonischen Parascha jeweils der Sidra des betreffenden Lesejahres vorgetragen wird.

## Liste der Wochenabschnitte
Die Paraschiot werden im Hebräischen benannt nach den Worten, mit denen sie beginnen, oder nach dem ersten wichtigen Begriff, der im Text auftaucht.

### Bereschit (1. Buch Mose – Genesis)
- Bereschit בראשית „Am Anfang“ (Gen 1–6,8: 1 EU; 2 EU; 3 EU; 4 EU; 5 EU; 6,1–8 EU – interlinear)
- Noach נח „Noah“ (Gen 6,9–11,32: 6,9–22 EU; 7 EU; 8 EU; 9 EU; 10 EU; 11 EU – interlinear)
- Lech Lecha לך לך „Gehe für dich“ (Gen 12,1–17,27: 12,1–20 EU; 13 EU; 14 EU; 15 EU; 16 EU; 17 EU – interlinear)
- Wajera וירא „Und es erschien“ (Gen 18–22: 18 EU; 19 EU; 20 EU; 21 EU; 22 EU – interlinear)
- Chaje Sara חיי שרה „Das Leben Saras“ (Gen 23,1–25,18: 23,1–20 EU; 24 EU; 25,1–18 EU – interlinear)
- Toledot תולדות „Geschlechter“ (Gen 25,19–28,9: 25,19–34 EU; 26 EU; 27 EU; 28,1–9 EU – interlinear)
- Wajeze ויצא „Und er zog aus“ (Gen 28,10–32,3: 28,10–22 EU; 29 EU; 30 EU; 31 EU; 32,1–3 EU – interlinear)
- Wajischlach וישלח „Und er sandte“ (Gen 32,4–36,43: 32,4–33 EU; 33 EU; 34 EU; 35 EU; 36 EU – interlinear)
- Wajeschew וישב „Und er wohnte“ (Gen 37–40: 37 EU; 38 EU; 39 EU; 40 EU – interlinear)
- Mikez מקץ „Am Ende“ (Gen 41–44,17: 41 EU; 42 EU; 43 EU; 44,1–17 EU – interlinear)
- Wajigasch ויגש „Und er trat heran“ (Gen 44,18–47,27: 44,18–34 EU; 45 EU; 46 EU; 47,1–27 EU – interlinear)
- Wajechi ויחי „Und er lebte“ (Gen 47,28–50,26: 47,28–31 EU; 48 EU; 49 EU; 50 EU – interlinear)

### Sch'mot (2. Buch Mose – Exodus)
- Schemot שמות „Namen“ (Ex 1,1–6,1: 1 EU; 2 EU; 3 EU; 4 EU; 5 EU; 6,1 EU)
- Wa’era וארא „Und ich erschien“ (Ex 6,2–9,35: 6,2–30 EU; 7 EU; 8 EU; 9 EU)
- Bo בא „Komm“ (Ex 10,1–13,16: 10 EU; 11 EU; 12 EU; 13,1–16 EU)
- Beschalach בשלח „Als er ziehen ließ“ (Ex 13,17–17,16: 13,17–22 EU; 14 EU; 15 EU; 16 EU; 17 EU)
- Jitro יתרו „Jitro“ (Ex 18,1–20,23: 18 EU; 19 EU; 20 EU)
- Mischpatim משפטים „Rechte“ (Ex 21,1–24,18: 21 EU; 22 EU; 23 EU; 24 EU)
- Teruma תרומה „Hebopfer“ (Ex 25,1–27,19: 25 EU; 26 EU; 27,1–19 EU)
- Tezawe תצוה „Du sollst befehlen“ (Ex 27,20–30,10: 27,20–21 EU; 28 EU; 29 EU; 30,1–10 EU)
- Ki Tissa כי תשא „Wenn du erhebst“ (Ex 30,11–34,35: 30,11–33 EU; 31 EU; 32 EU; 33 EU; 34 EU)
- Wajakhel ויקהל „Und er versammelte“ (Ex 35,1–38,20: 35 EU; 36 EU; 37 EU; 38,1–20 EU)
- Pekude פקודי „Die Zählungen“ (Ex 38,21–40,38: 38,21–31 EU; 39 EU; 40 EU)

### Wajikra (3. Buch Mose – Leviticus)
- Wajikra ויקרא „Und er rief“ (Lev 1,1–5,26: 1 EU; 2 EU; 3 EU; 4 EU; 5 EU)
- Zaw צו „Gebiete!“ (Lev 6,1–8,36: 6 EU; 7 EU; 8 EU)
- Schemini שמיני „Achter“ (Lev 9,1–11,47: 9 EU; 10 EU; 11 EU)
- Tasria תזריע „Sie empfängt“ (Lev 12,1–13,59: 12 EU; 13 EU)
- Mezora מצורע „Aussätziger“ (Lev 14,1–15,33: 14 EU; 15 EU)
- Achare Mot אחרי מות „Nach dem Tode“ (Lev 16,1–18,30: 16 EU; 17 EU; 18 EU)
- Kedoschim קדושים „Heilige“ (Lev 19,1–20,27: 19 EU; 20 EU)
- Emor אמור „Sage“ (Lev 21,1–24,23: 21 EU; 22 EU; 23 EU; 24 EU)
- Behar בהר „Auf dem Berge“ (Lev 25,1–26,2: 25 EU; 26,1–2 EU)
- Bechukotai בחוקותי „In meinen Satzungen“ (Lev 26,3–27,34: 26,3–46 EU; 27 EU)

### Bemidbar (4. Buch Mose – Numeri)
- Bemidbar במדבר „In der Wüste“ (Num 1,1–4,20: 1 EU; 2 EU; 3 EU; 4,1–20 EU)
- Nasso נשא „Erhebe“ (Num 4,21–7,89: 4,21–49 EU; 5 EU; 6 EU; 7 EU)
- Beha’alotcha בהעלותך „Wenn du anzündest“ (Num 8,1–12,16: 8 EU; 9 EU; 10 EU; 11 EU; 12 EU)
- Schelach Lecha שלח לך „Schicke!“ (Num 13,1–15,41: 13 EU; 14 EU; 15 EU)
- Korach קרח „Korach“ (Num 16,1–18,32: 16 EU; 17 EU; 18 EU)
- Chukkat חקת „Satzung“ (Num 19,1–22,1: 19 EU; 20 EU; 21 EU; 22,1 EU)
- Balak בלק „Balak“ (Num 22,2–25,9: 22,2–41 EU; 23 EU; 24 EU; 25,1–9 EU)
- Pinchas פינחס „Pinchas“ (Num 25,10–30,1: 25,10–19 EU; 26 EU; 27 EU; 28 EU; 29 EU; 30,1 EU)
- Matot מטות „Stämme“ (Num 30,2–32,42: 30,2–17 EU; 31 EU; 32 EU)
- Masse מסעי „Reisen“ (Num 33,1–36,13: 33 EU; 34 EU; 35 EU; 36 EU)

### Dewarim (5. Buch Mose – Deuteronomium)
- Dewarim דברים „Reden“ (Dtn 1–3,22: 1 EU; 2 EU; 3,1–22 EU)
- Waetchanan ואתחנן „Und ich flehte“ (Dtn 3,23–7,11: 3,23-29 EU; 4 EU; 5 EU; 6 EU; 7,1–11 EU)
- Ekew עקב „Sofern“ (Dtn 7,12–11,25: 7,12–26 EU; 8 EU; 9 EU; 10 EU; 11,1–25 EU)
- Re’eh ראה „Siehe!“ (Dtn 11,26–16,17: 11,26–32 EU; 12 EU; 13 EU; 14 EU; 15 EU; 16,1–17 EU)
- Schoftim שופטים „Richter“ (Dtn 16,18–21,9: 16,18–22 EU; 17 EU; 18 EU; 19 EU; 20 EU; 21,1–9 EU)
- Ki Teze כי תצא „Wenn du ziehst“ (Dtn 21,10–25,19: 21,10–23 EU; 22 EU; 23 EU; 24 EU; 25 EU)
- Ki Tawo כי תבוא „Wenn du kommst“ (Dtn 26–29,8: 26 EU; 27 EU; 28 EU; 29,1–8 EU)
- Nizawim ניצבים „Ihr steht“ (Dtn 29,9–30,20: 29,9–28 EU; 30 EU)
- Wajelech וילך „Und er ging“ (Dtn 31 EU)
- Ha'asinu האזינו „Höret!“ (Dtn 32 EU)
- Wesot Habracha וזאת הברכה „Und dies ist der Segen“ (Dtn 33–34: 33 EU; 34 EU)

### Feiertage und Fastentage
- Sukkot 1. und 2. Tag  Lev 22,26–33 EU; 23,1–44 EU; Num 29,12–16 EU
  - 2. Tag wird in der Orthodoxie außerhalb Israels beachtet